# Schafrügg
Der Schafrügg (umgangssprachlich: Schofrugga) ist ein 2371 m ü. M. hoher Berg in den Plessur-Alpen im Kanton Graubünden in der Schweiz. Er steht auf dem Gebiet der Gemeinde Arosa.

## Lage und Beschreibung
Der Schafrügg liegt im südwestlichen Teil der Aroser Dolomiten und markiert gleichzeitig das nordöstliche Ende der Erzhorn–Lenzer Horn-Kette. An seiner Südostseite fällt er steil gegen das Welschtobel ab, dessen unteren Abschluss er bildet. Im Nordwesten gehen Felsstufen Richtung Unterberg–Innerarosa in Alpweiden über. Sein ausgeprägter Grat ist ein gut begehbarer Rasenrücken, der sein Ende bei der Mittaglücke, einem nur wenig eingetieften Sattel, findet. Der höchste Punkt des Schafrügg ist nicht kotiert und liegt etwa 100 Meter nordöstlich der Mittaglücke. Vom Vermessungspunkt 2347.2 bietet sich einer der umfassendsten Tiefblicke auf das gesamte Aroser Siedlungsgebiet. Benachbarte Gipfel sind das Schaftällihorn, die Leidflue sowie das Schiesshorn.
Der Name Schafrügg (früher auch: am Rücken) bezeichnete ursprünglich einzig die von den Aroser Walsern als Schafweide genutzte Südostseite des Kamms, heute versteht man unter dem Begriff jedoch den Berg als Ganzes. Prähistorische Bergstürze "In den Planggen" sowie zwischen der Mutta und "Uf den Büdemji" formten weitgehend den Unterberg und stauten die Plessur zum Schwellisee beziehungsweise im Gebiet Gründji. Am Ostende des Unterbergs gegen das Bärenbad hin sind zudem heute noch deutliche Überreste eines lokalen Gletschers sichtbar.
Seit dem 28. Mai 1966 gilt der Schafrügg zusammen mit dem Brüggerhorn und dem Schwarzsee als absolutes Pflanzenschutzgebiet.

## Routen zum Gipfel

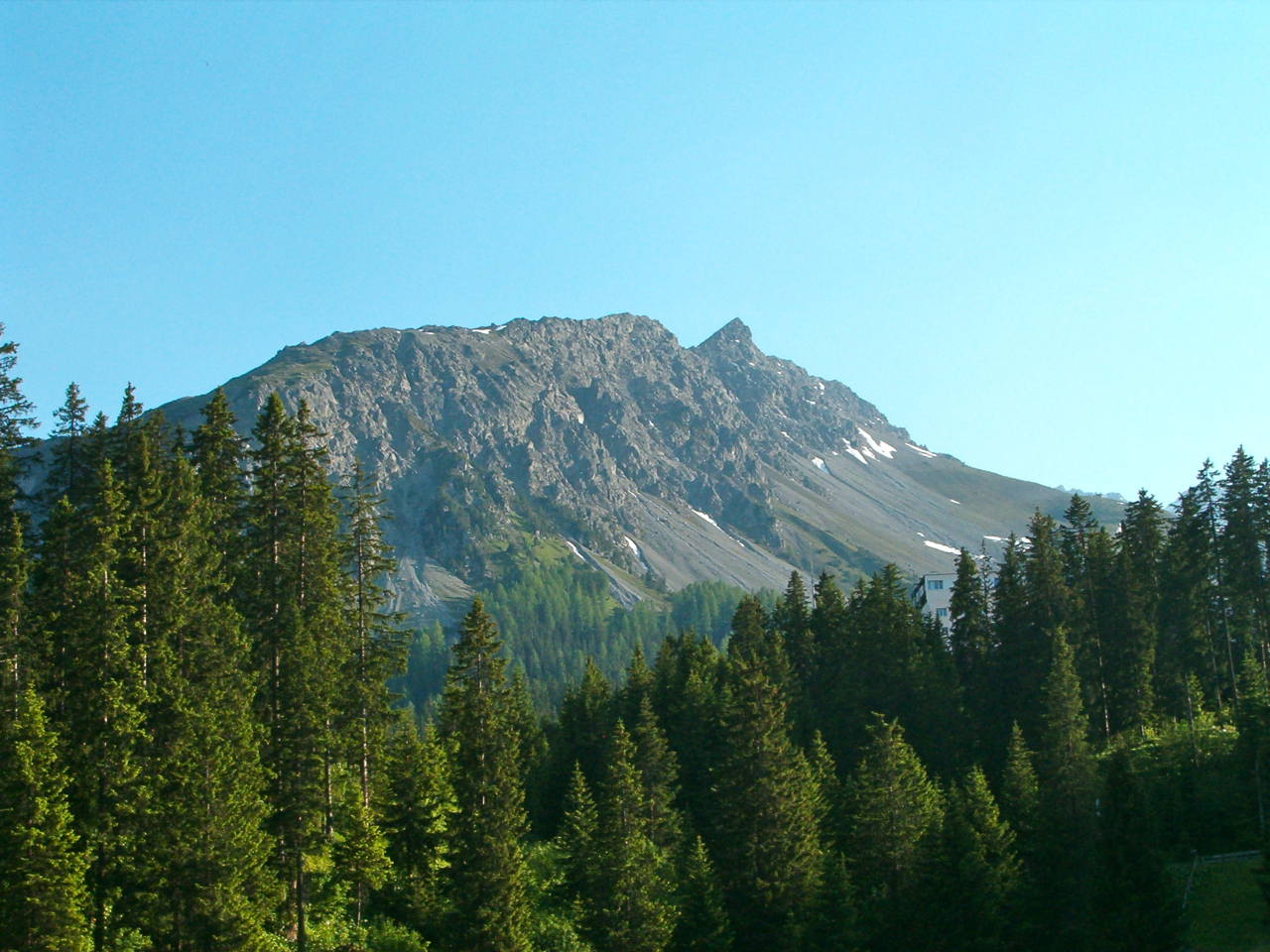
Ansicht vom Untersee her

### Über den Westhang
- Ausgangspunkt: Arosa Müliboden (1731 m)
- Route: Auf dem Bergwanderweg zum Meisserhüttli auf dem Büdemji (2182). Von dort durch die Rinne zur Mittaglücke und zum Gipfel
- Schwierigkeit: T4
- Zeitaufwand: 1.75 Std.
- Besonderes: Oft mühseliger Zugang, abhängig von der Schneelage in der Rinne

### Von Innerarosa
- Ausgangspunkt: Innerarosa (1894 m)
- Route: Auf dem Wanderweg Richtung Älplisee bis zu den Arven. Von dort auf dem Bergpfad Richtung Mutta/Meisserhüttli und weiter wie hiervor beschrieben
- Schwierigkeit: T4
- Zeitaufwand: 2 Std.

### Über die Ostseite

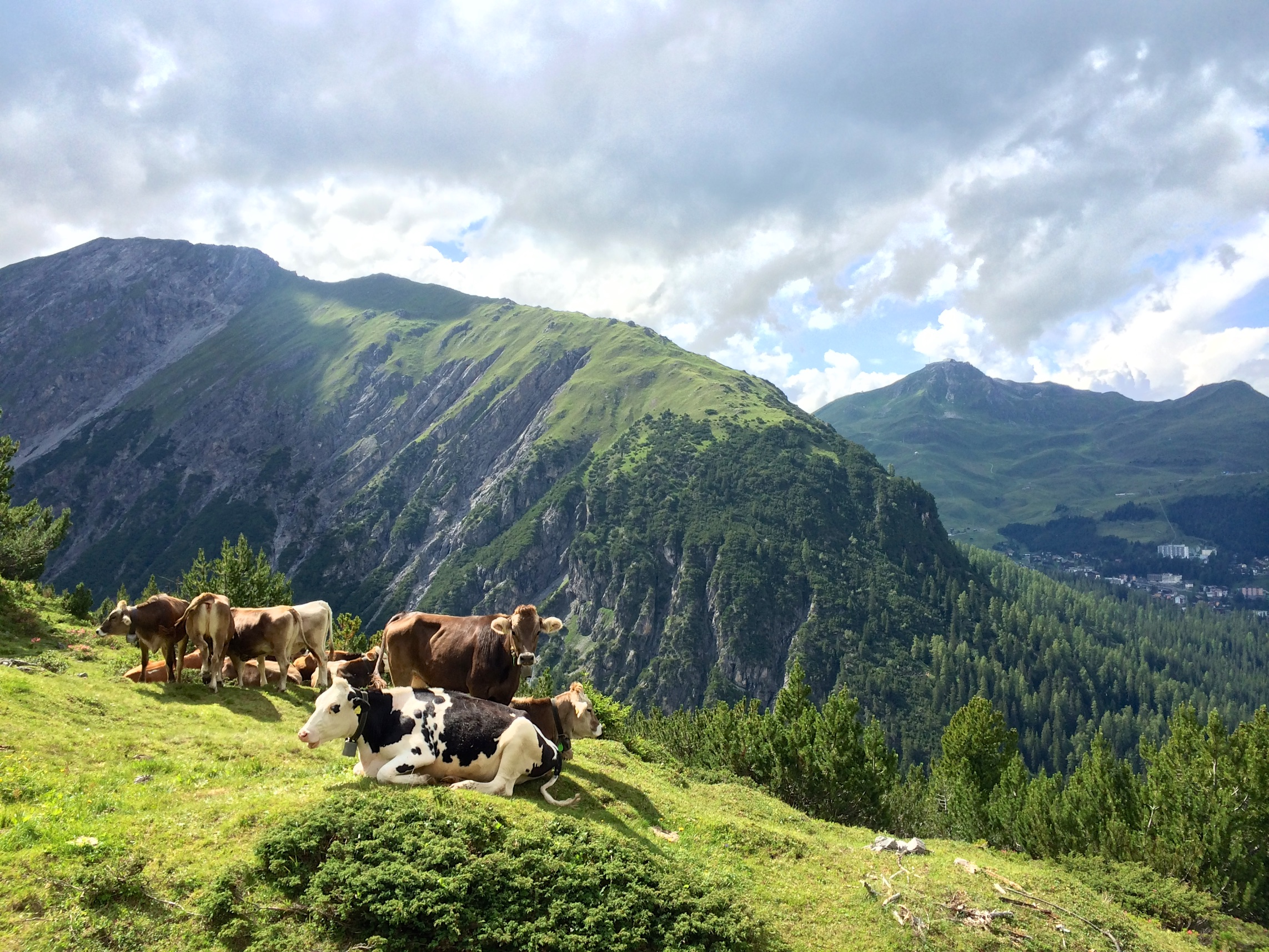
Blick von Uf Altein auf den namengebenden Rasenrücken am Eingang zum Welschtobel

- Ausgangspunkt: ARA Arosa in der Isel (1619 m)
- Route: Auf dem Bergwanderweg Richtung Ramozhütte. Rund 200 Meter nach Pt. 1643 (Abzweigung Müliboden) zweigt ein überwachsener Weg ab. Von dort durch den Wald bis auf ca. 1860 m und weiter durch die Legföhrenzone schräg über den Hang nach Südwesten aufwärts (freigehauen). Nach Erreichen des Rasenrückens steigt man nach Belieben zum Gipfel auf
- Schwierigkeit: T4
- Zeitaufwand: 2.5 Std.
- Besonderes: Lohnende aber nicht leicht zu findende Route mit vereinzelten verblassten Markierungen

### Überschreitung Schafrügg–Erzhorn
- Ausgangspunkt: Arosa oder Schafrügg
- Route: Über den Grat via Schaftällihorn, Älpliseehorn und Gamschtällihorn zum Erzhorn
- Schwierigkeit: T6
- Zeitaufwand: 9 Std. von Arosa, 6.5 Std. vom Schafrügg
- Besonderes: Route Schafrügg–Erzhorn empfehlenswerter als Gegenrichtung. Von jedem Sattel zwischen zwei Gipfeln kann ins Welschtobel abgestiegen werden

## Tourismus und Wintersport

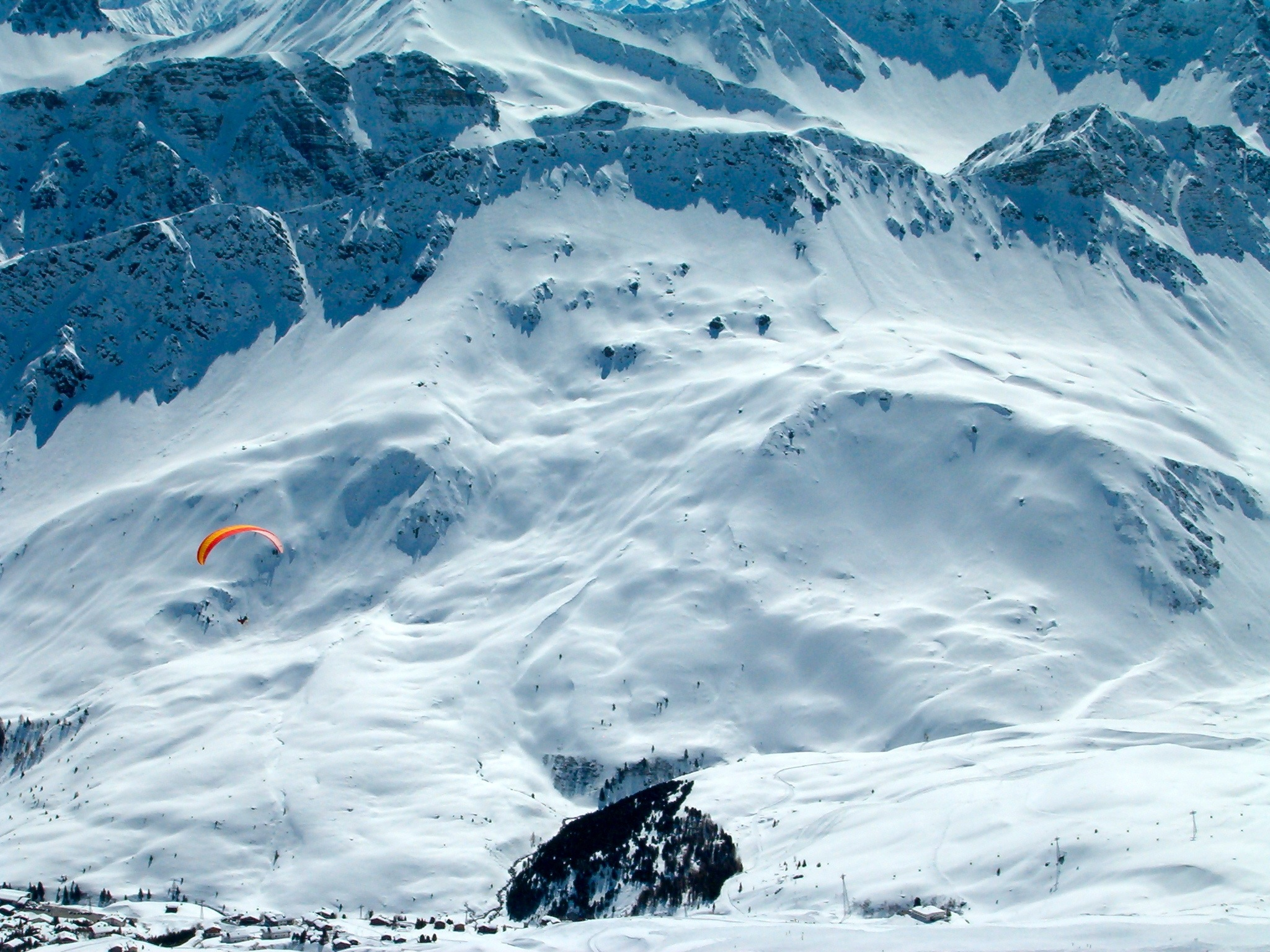
Luftaufnahme des Touren- und Freeridegebiets Schafrügg, mittig das prähistorische Felssturzgebiet zum Gründji

Der Schafrügg gehörte von Anfang an zu den wichtigsten Aroser Skibergen und wurde entsprechend oft besucht. 1913 und 1931 erstellte man an seinem Nordfuss Sprungschanzen, die heute nicht mehr in Betrieb sind. Anfangs der 1940er-Jahre dachte man intensiv über den Bau eines Schleppliftes auf die Mutta oberhalb des Schwellisees nach, ein Vorhaben, das insbesondere vom einheimischen Skirennfahrer David Zogg stark propagiert wurde. Dieser pflegte mit Gästen gelegentlich Wetten abzuschliessen, er könne den gesamten Nordhang des Schafrüggs in Schussfahrt hinunterfahren, ohne dabei zu stürzen.
1944 wurde der Bau eines Lifts definitiv aufgegeben, hauptsächlich aufgrund der lawinengefährlichen Topografie der Gegend sowie aus Gründen des Landschaftsschutzes. Ungeachtet dessen fand 1961 unter der Leitung von Hans Danuser im Rahmen der Internationalen Dreipistenrennen am Schafrügg ein Riesenslalom unter namhafter Beteiligung etwa von Roger Staub, Yvonne Rüegg, Anderl Molterer oder Martin Burger statt. Der Start erfolgte beim Meisserhüttli, das die Teilnehmer zu Fuss erreichen mussten. Daneben führte die Skischule Arosa in diesem Gebiet verschiedentlich Fackelabfahrten durch. Der Schafrügg ist bis heute von einer mechanischen Erschliessung verschont geblieben und gilt winters als beliebtes und nahegelegenes Skitouren- und Freeridegebiet.

## Projekt Bärenpark Arosa
Im Gebiet Bärenbad-Lärchboden zwischen den ehemaligen Schanzenanlagen planten die Aroser Tourismusverantwortlichen 2010 die Einrichtung eines rund 5 ha grossen Bären- und Naturerlebnisparks. Da die Bürgergemeinde Arosa den entsprechenden Boden nicht zur Verfügung stellte, wurde 2015 in Zusammenarbeit mit der Tierschutzorganisation Vier Pfoten und der Bürgergemeinde Chur ein neuer Standort für das Arosa Bärenland östlich der Mittelstation der Weisshornbahn evaluiert. Das Bärenland Arosa wurde in 2018 eröffnet.